# Peter Dathe

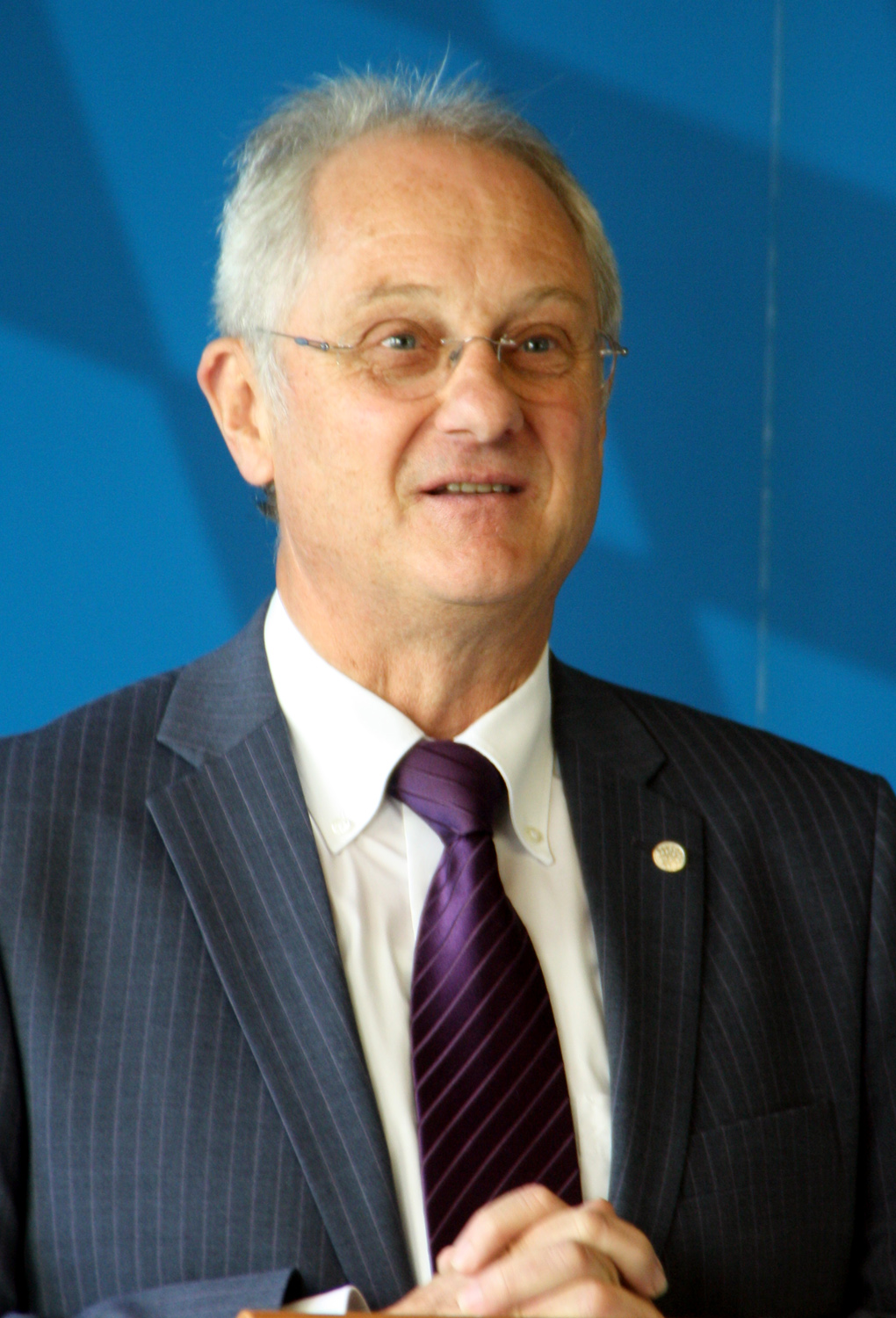
Peter Dathe (2011)

Peter Dathe (* 1951 in Bad Tölz) war bis August 2015 Präsident des Bayerischen Landeskriminalamts in München.
Dathe begann 1972 die Ausbildung zum gehobenen Polizeivollzugsdienst bei der Polizei in Bayern. Nach Bestehen der Laufbahnprüfung versah er in der Zeit von 1977 bis 1982 seinen Dienst im Bayerischen Landeskriminalamt. 1983 wurde er in das Bayerische Staatsministerium des Innern umgesetzt. Im Jahr 1986 begann er seine Ausbildung für den höheren Polizeivollzugsdienst an der Polizei-Führungsakademie in Münster-Hiltrup, welche er 1988 abschloss. Dathe war anschließend in verschiedenen Aufgabenbereichen innerhalb der Polizei tätig, bevor er am 31. März 2008 von Innenminister Joachim Herrmann zum Präsidenten des Bayerischen Landeskriminalamtes ernannt wurde.
Dathe ist Mitglied der CSU und wohnt in Dietramszell. Er gehörte von 1978 bis 2002 dem dortigen Gemeinderat an und war Dritter Bürgermeister der Gemeinde Dietramszell. Er drückte 2013 in einem Brief an die Presse seine Empörung darüber aus, dass der Gemeinderat von Dietramszell sich nicht dazu durchringen konnte, Adolf Hitler die Ehrenbürgerschaft der Gemeinde abzuerkennen, welche diesem 1933 verliehen worden war.
Als Urheber einer großen Zahl von neuzeitlichen Cranach-Fälschungen wird der Kunstmaler Christian Goller betrachtet, der mit Gehilfen mindestens 40 Cranach-Imitationen auf den Markt brachte und damit laut Peter Dathe einen „Eingriff in die deutsche Kunstgeschichte“ vornahm.